# Eduwarr Seckan
Alhaji Eduwarr Seckan (Schreibvarianten: Edward Seckan, Eduwar Seckan) war Gouverneur der gambischen North Bank Region (NBR).

## Leben
Seckan wurde Ende Februar 2006 Nachfolger von Abdou F. M. Badjie, der aus dem Amt entlassen wurde, Gouverneur (damalige Bezeichnung Divisional Commissioner) der Western Region (WR). Badjie wurde jedoch im Mai 2006 wieder als Gouverneur der Western Region eingesetzt und Seckan übernahm als Gouverneur der North Bank Region und wurde Nachfolger von Batata Juwara.
Im Februar 2012 wurde Seckan durch Lamin Queen Jammeh ersetzt.